# Forelius lilloi
Forelius lilloi é uma espécie de formiga do gênero Forelius, descrita por Cuezzo em 2000. A espécie é endêmica da Argentina.